# Cantón de Argelès-sur-Mer
El cantón de Argelès-sur-Mer era una división administrativa francesa, que estaba situada en el departamento de Pirineos Orientales y la región de Occitania.

## Composición
El cantón estaba formado por ocho comunas:
- Argelès-sur-Mer
- Laroque-des-Albères
- Montesquieu-des-Albères
- Palau-del-Vidre
- Saint-André
- Saint-Génis-des-Fontaines
- Sorède
- Villelongue-dels-Monts

## Supresión del cantón de Argèles-sur-Mer
En aplicación del Decreto n.º 2014-262 de 26 de febrero de 2014, el cantón de Argelès-sur-Mer fue suprimido el 22 de marzo de 2015 y sus 8 comunas pasaron a formar parte; cinco del nuevo cantón de Vallespir-Albères y tres del nuevo cantón de Côte Vermeille.